# Psidium salutare
Psidium salutare là một loài thực vật có hoa trong Họ Đào kim nương. Loài này được (Kunth) O.Berg miêu tả khoa học đầu tiên năm 1856.

## Hình ảnh

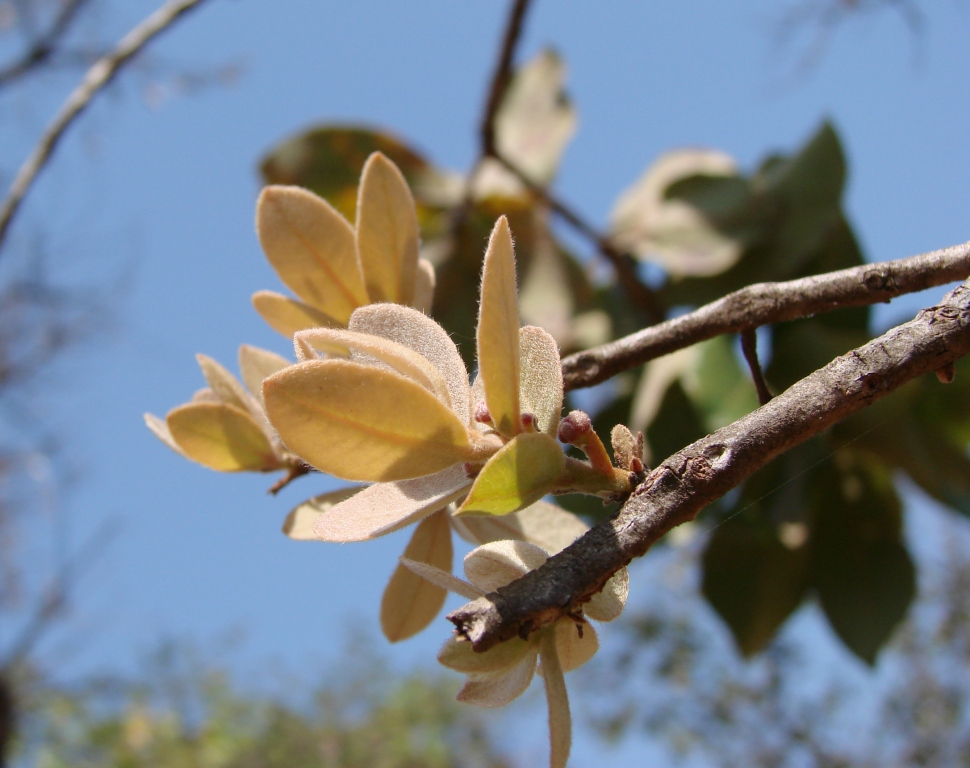
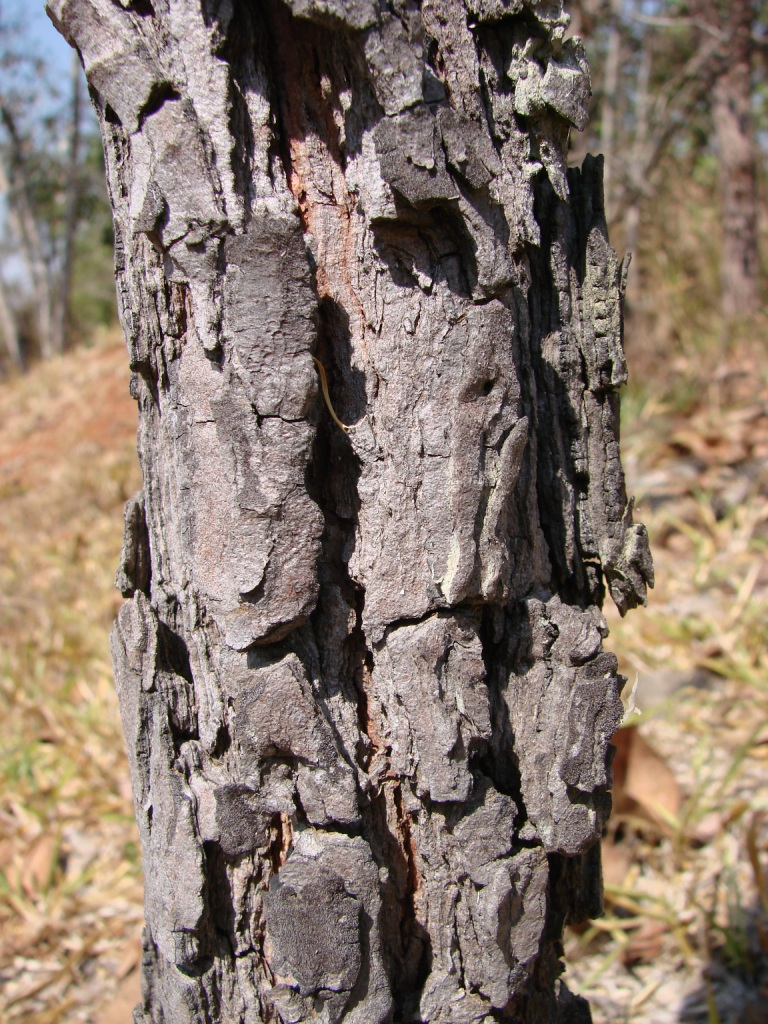
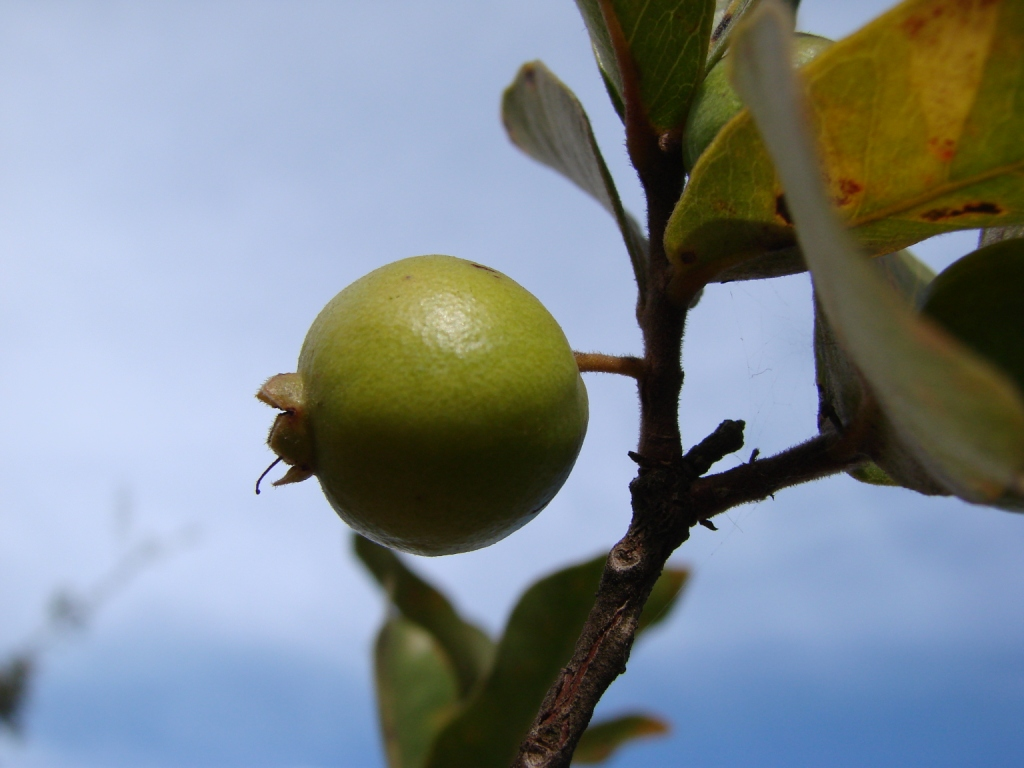
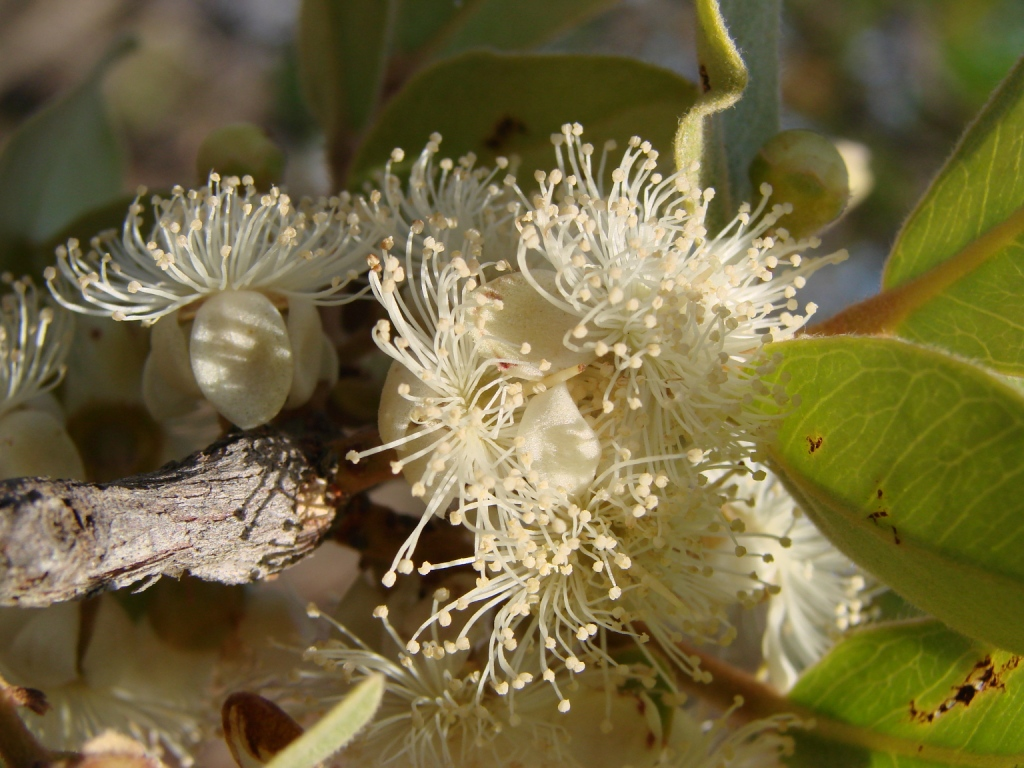